# Estação Grande Hotel
A Estação Grande Hotel é uma parada ferroviária da Estrada de Ferro Campos do Jordão (EFCJ). Foi inaugurada em 1944 e atualmente encontra-se sem uso.
Localiza-se na Avenida Frei Orestes Girardi, no município de Campos do Jordão. Atualmente, as instalações são utilizadas pelo Campos do Jordão e Região Convention & Visitors Bureau.

## História
A parada foi inaugurada em 1944, seu nome sendo uma referência a um histórico hotel na região. É uma plataforma totalmente coberta, acompanhada de uma casa técnica. Conta com adornos de pedra nas vigas de sustentação do telhado e nas laterais da plataforma.